# عثمان الشرباتي
عثمان الشرباتي (1878-1950)، صناعي سوري من دمشق كان أحد قادة الحركة الوطنية ضد الاحتلال الفرنسي وهو والد أحمد الشرباتي، وزير دفاع سورية خلال حرب فلسطين الأولى عام 1948.

## البداية
ولِد عثمان الشرباتي في حي الصالحية بدمشق ودَرس فيه قبل أن ينتقل إلى العمل التجاري في سوق البزورية، تحت إشراف التاجر رشدي الركابي السكري. جمع ثروة صغيرة ثم قام بتطويرها وأسس أول مصنع للتبغ في سورية عام 1921، جعله من أثرياء دمشق. كان معمل الشرباتي يقع في حي البرامكة ويُنتج السجاير المحلية المعروفة مثل «اكسترا» و«جوكي كلوب» و«خانم» المخصصة للنساء، إضافة لسيجارة«بافرا» لأصحاب الدخل المحدود. كما عَمل الشرباتي في استيراد الحديد وتصدير الفواكه من سورية إلى مصر وفلسطين وأسس مدرسة للأيتام في حي الصالحية وفُرناً لسكان الحي وقد اقتنى حمّام المُقدم الشهير الواقع في نفس المنطقة.

## العمل السياسي
انتسب الحاج عثمان الشرباتي إلى الحركة الوطنية المعارضة للانتداب الفرنسي في سورية ولكنه لم ينضمّ إلى أي حزب سياسي، بالرغم من قربه من الدكتور عبد الرحمن الشهبندر، مؤسس حزب الشعب، والرئيس فارس الخوري، أحد مؤسسي الكتلة الوطنية. وفي نيسان 1922 عَمل مع هؤلاء الزعماء على ترتيب زيارة الدبلوماسي الأميركي شارل كراين إلى سورية، للوقوف على وضع الأهالي ومعاناتهم في ظل حكم الانتداب الفرنسي.
وعند اندلاع الثورة السورية الكبرى في جبل الدروز عام 1925، عَمل الشرباتي على نقلها إلى دمشق وكان الاجتماع التمهيدي لها في داره، حضره كل من الشهبندر والخوري وجميل مردم بك ونسيب البكري. شارك الشرباتي بنقل المؤن والسلاح إلى ثوار الغوطة الشرقية وفي 1 أيلول 1925 تم اعتقاله من قبل سلطة الاحتلال ونقله إلى سجن جزيرة أرواد حتى عام 1927. وفور خروجه من المعتقل قام بالتعاون مع قادة النضال الوطني مجدداً عبر تمويل تنظيم الكتلة الوطنية التي أُسست على يد هاشم الأتاسي وفارس الخوري وابراهيم هنانو. وعندما قُتل صديقه عبد الرحمن الشهبندر سنة 1940، قدم عثمان الشرباتي مكافأة مالية قدرها 5000 ليرة سورية لأي شخص يعطي معلومات عن الجُناة ومكان فرارهم من وجه العدالة.

## الوفاة
اعتزل عثمان الشرباتي العمل السياسي يوم جلاء القوات الفرنسية عن سورية في نيسان 1946 وذهبت زعامة الأُُسرة من بعده، سياسياً واقتصادياً، لنجله أحمد الشرباتي الذي انتُخب نائباً عن دمشق وتسلّم عدداً من الحقائب الوزارية في عهد الرئيس شكري القوتلي، منها المعارف والدفاع والاقتصاد. توفي عثمان الشرباتي في دمشق عن عمر ناهز 72 عاماً يوم 22 كانون الثاني 1950 نعته جريدة ألف باء الدمشقية بالقول: «غاب فقيد دمشق الذي كان ركناً من أركان الوطنية والصناعة في سورية.»